# Киньябулатова, Катиба Каримовна
Катиба́ Кари́мовна Киньябула́това (баш. Кинйәбулатова Кәтибә Кәрим ҡыҙы; 15 сентября 1920, дер. Мавлютово, Аргаяшский кантон, Башкирская АССР — 17 июня 2012) — башкирская советская поэтесса, член Союза писателей России.

## Биография
Катиба Киньябулатова родилась 15 сентября 1920 года в деревне Мавлютово Аргаяшского кантона БАССР (ныне Мавлютова Аргаяшского района Челябинской области).
Окончила Башкирский педагогический институт им. К. А. Тимирязева (ныне Уфимский университет науки и технологий).
В 1938 года Карим Киньябулатов, отец Катибы, по ложному доносу был арестован и расстрелян в ходе Сталинских репрессий.
В 1941—1952 годы работала учителем башкирского языка в школах Челябинской области.
С 1953 г. — в Уфе; работала в редакции литературного журнала «Әҙәби Башҡортостан» («Литературная Башкирия»). В 1960—1962 годы обучалась в Москве на Высших литературных курсах при Союзе писателей СССР.
С 1968 по 1975 годы работала главным редактором башкирского женского журнала «Башкортостан кызы».

### Личная жизнь
Катиба Каримовна говорила о себе так: «Я поэтесса-мать, воспитавшая десятерых подаренных судьбой детей и поставившая их на ноги». Из этих десятерых лишь один был её собственным, остальные — её младший брат Уран и дети её сестёр Галии, Мухлисы и Энжекай. Со своим будущим мужем Якупом познакомилась в 1960-х годах в городе Урай. У них был Рамазан, он рано умер, но успел оставить внука.

## Творчество
Начала писать в послевоенные годы; первый сборник стихов вышел в 1954 году.
Кроме того, перевела на башкирский язык стихи А. С. Пушкина, Адама Мицкевича, Агнии Барто.

### Избранные сочинения
- «Белая козочка — золотое копытце» («Алтын тояҡ — аҡ кәзә») — 1955
- «Зелёные листья» («Йәшел япраҡтар») — 1958
- «Аниса» («Әнисә») — 1960
- «Неугасимая любовь» («Һүнмәҫ мөхәббәт») — 1962
- «Голос отца» («Атай тауышы») — 1964
- «Минуты» («Минуттар») — 1965
- «Беркут» («Бөркөт») — 1966
- «Звёзды пляшут» («Йондоҙҙар бейей») — 1969
- «Золотой ключик Айгузали» («Айгүзәлдең алтын асҡысы») — 1970
- «Внучка партизана» («Партизан ейәнсәре») — 1974
- «Слово живым» («Һүҙ тереләргә») — 1971
- Лирика — 1975

## Награды и премии
- орден Почёта (15.08.1991)[3]
- Заслуженный работник культуры Башкирской АССР (1980)
- Лауреат Государственной премии РБ имени Хадии Давлетшиной (2011)[4].